# Sematophyllum sticticola
Sematophyllum sticticola är en bladmossart som beskrevs av David Maughan Churchill 1989. Sematophyllum sticticola ingår i släktet Sematophyllum och familjen Sematophyllaceae. Inga underarter finns listade i Catalogue of Life.